# Пилоти на дронове
„Пилоти на дронове“ (на английски: Droners) е френски анимационен сериал, който дебютира на 19 октомври 2020 г. Сериалът е продуциран от Cyber Group Studios, La Chouette Compagnie и Supamonks Studio, с подкрепата на TF1, WDR, ARD и The Walt Disney Company France, съвместно с Sofitvcine 6, Sofitvcine 7 и Pictanovo. Сериалът се излъчва международно по Disney Channel.

## В България
В България сериалът започва излъчване по локалната версия на „Дисни Ченъл“ през 2023 г. Дублажът е нахсинхронен и в него участва Ива Стоянова, Анатолий Божинов, Татяна Етимова и Петър Бонев.